# Atymna inornata
Atymna inornata är en insektsart som beskrevs av Thomas Say. Atymna inornata ingår i släktet Atymna och familjen hornstritar. Inga underarter finns listade i Catalogue of Life.